# Adam Lamhamedi
Adam Lamhamedi (arabisch آدم المحمدي, DMG Ādam al-Muḥammadī; * 22. April 1995 in Québec, Kanada) ist ein kanadisch-marokkanischer Skirennläufer.

## Biografie
Lamhamedi wurde in Kanada geboren und wuchs dort auf. Das Skifahren erlernte er im Alter von vier Jahren. Im Dezember 2010 nahm er erstmals an FIS-Rennen teil, wobei er zunächst für Kanada startete. Im Herbst 2011 entschloss er sich, zukünftig Marokko, die Heimat seines Vaters, zu repräsentieren. Bei den Olympischen Jugend-Winterspielen 2012 in Innsbruck gewann er die Goldmedaille in der Disziplin Super-G. Er ist damit der erste Sportler Afrikas, der in einer Wintersportart eine olympische Medaille gewinnen konnte.
Der erste Podestplatz in einem FIS-Rennen gelang Lamhamedi im Februar 2012, die ersten Einsätze im Nor-Am Cup folgten im Dezember desselben Jahres. Mit zwei weiteren Podestplätzen in FIS-Rennen qualifizierte er sich für die Olympischen Winterspiele 2014, wo er im Riesenslalom und im Slalom antrat.

## Erfolge

### Olympische Spiele
- Sotschi 2014: 47. Riesenslalom
- Pyeongchang 2018: 53. Riesenslalom

### Olympische Jugendspiele
- Innsbruck 2012: 1. Super-G

### Juniorenweltmeisterschaften
- Québec 2013: 53. Riesenslalom, 58. Super-G